# Olympische Winterspiele 1976/Teilnehmer (Schweden)
| Gelbes Symbol für Goldmedaillen mit stilisierten Olympischen Ringen | Graues Symbol für Silbermedaillen mit stilisierten Olympischen Ringen | Braundes Symbol für Bronzemedaillen mit stilisierten Olympischen Ringen |
| ------------------------------------------------------------------- | --------------------------------------------------------------------- | ----------------------------------------------------------------------- |
| —                                                                   | —                                                                     | 2                                                                       |

Schweden nahm an den Olympischen Winterspielen 1976 im österreichischen Innsbruck mit einer Delegation von 39 Athleten, 30 Männer und 9 Frauen, teil.
Seit 1924 war es die zwölfte Teilnahme Schwedens bei Olympischen Winterspielen.

## Flaggenträger
Der Bobfahrer Carl-Erik Eriksson trug die Flagge Schwedens während der Eröffnungsfeier im Bergiselstadion.

## Medaillen
Mit zwei gewonnenen Bronzemedaillen belegte das schwedische Team Platz 14 im Medaillenspiegel.

### Bronze
- Ski Alpin
  - Ingemar Stenmark: Männer, Riesenslalom
- Ski Nordisch
  - Benny Södergren: Männer, Langlauf, 50 km

## Teilnehmer nach Sportarten

### Biathlon
Männer
- Sune Adolfsson
20 km: 8. Platz – 1:18:00,50 h; 2 Fehler
4 × 7,5 km Staffel: 8. Platz – 2:08:46,90 h; 8 Fehler
- Lars-Göran Arwidson
20 km: 10. Platz – 1:18:34,37 h; 5 Fehler
4 × 7,5 km Staffel: 8. Platz – 2:08:46,90 h; 8 Fehler
- Mats-Åke Lantz
4 × 7,5 km Staffel: 8. Platz – 2:08:46,90 h; 8 Fehler
- Torsten Wadman
20 km: 48. Platz – 1:30:20,34 h; 15 Fehler
4 × 7,5 km Staffel: 8. Platz – 2:08:46,90 h; 8 Fehler

### Bob
Zweierbob
- Carl-Erik Eriksson/Kenth Rönn
9. Platz – 3:48,41 min

Viererbob
- Carl-Erik Eriksson/Jan Johansson/Leif Johansson/Kenth Rönn
16. Platz – 3:47,12 min

### Eisschnelllauf
Frauen
- Sylvia Filipsson
500 m: 22. Platz – 45,97 s
1500 m: 14. Platz – 2:22,42 min
3000 m: 6. Platz – 4:48,15 min
- Ann-Sofie Järnström
500 m: 13. Platz – 44,49 s
1000 m: 14. Platz – 1:32,06 min

Männer
- Lennart Carlsson
1500 m: 17. Platz – 2:04,76 min
5000 m: 16. Platz – 7:53,02 min
10.000 m: 13. Platz – 15:53,89 min
- Johan Granath
500 m: 13. Platz – 40,25 s
1000 m: 13. Platz – 1:22,63 min
- Oloph Granath
500 m: 9. Platz – 39,93 s
- Bernt Jansson
1000 m: 31. Platz – 1:30,27 min
- Dan Johansson
1500 m: 16. Platz – 2:04,73 min
5000 m: 25. Platz – 8:12,37 min
- Örjan Sandler
5000 m: 8. Platz – 7:39,69 min
10.000 m: 5. Platz – 15:16,21 min
- Mats Wallberg
500 m: 4. Platz – 39,56 s
1000 m: 7. Platz – 1:21,27 min
1500 m: 22. Platz – 2:08,72 min

### Rodeln
Frauen
- Veronica Holmsten
15. Platz – 2:58,608 min
- Agneta Lindskog
18. Platz – 2:59,943 min

Männer
- Michael Gårdebäck
17. Platz – 3:36,148 min
- Stefan Kjernholm
15. Platz – 3:34,990 min
- Nils Vinberg
21. Platz – 3:38,479 min

| valign=top |
Doppelsitzer:
- Michael Gårdebäck/Nils Vinberg
14. Platz – 1:29,217 min

### Ski Alpin
Männer
- Ingemar Stenmark
Riesenslalom:  – 3:27,41 min
Slalom: DNF
- Torsten Jakobsson
Riesenslalom: DNF
Slalom: 17. Platz – 2:11,24 min
- Gudmund Söderin
Riesenslalom: DNF
Slalom: DNF
- Stig Strand
Riesenslalom: 12. Platz – 3:33,66 min
Slalom: 12. Platz – 2:09,08 min

### Ski Nordisch

#### Langlauf
Frauen
- Lena Carlzon-Lundbäck
5 km: 14. Platz – 16:54,59 min
10 km: 10. Platz – 31:33,06 min
4 × 5 km Staffel: 4. Platz – 1:10:14,68 h
- Marie Johansson
10 km: 21. Platz – 32:33,18 min
4 × 5 km Staffel: 4. Platz – 1:10:14,68 h
- Eva Olsson
5 km: 5. Platz – 16:27,15 min
10 km: 5. Platz – 31:08,72 min
4 × 5 km Staffel: 4. Platz – 1:10:14,68 h
- Görel Partapuoli
5 km: 22. Platz – 17:20,34 min
10 km: 16. Platz – 32:04,63 min
4 × 5 km Staffel: 4. Platz – 1:10:14,68 h
- Maria Rautio
5 km: 32. Platz – 17:59,25 min

Männer
- Benny Södergren
15 km: 13. Platz – 45:59,91 min
30 km: 12. Platz – 1:33:10,98 h
50 km:  – 2:39:39,21 h
4 × 10 km Staffel: 4. Platz – 2:11:16,88 h
- Christer Johansson
30 km: 21. Platz – 1:35:23,27,88 h
4 × 10 km Staffel: 4. Platz – 2:11:16,88 h
- Matti Kuosku
50 km: 19. Platz – 2:45:33,41 h
- Tommy Limby
15 km: 23. Platz – 47:00,06 min
30 km: 15. Platz – 1:34:32,47 h
50 km: 8. Platz – 2:42:43,58 h
- Sven-Åke Lundbäck
15 km: 30. Platz – 47:12,85 min
30 km: 35. Platz – 1:36:40,86 h
50 km: 16. Platz – 2:45:04,82 h
4 × 10 km Staffel: 4. Platz – 2:11:16,88 h
- Thomas Wassberg
15 km: 15. Platz – 46:13,35 min
4 × 10 km Staffel: 4. Platz – 2:11:16,88 h

#### Skispringen
Männer
- Odd Brandsegg
Normalschanze: 41. Platz – 204,6 Punkte
Großschanze: 25. Platz – 181,4 Punkte
- Thomas Lundgren
Normalschanze: 51. Platz – 188,0 Punkte